# Liste der Biografien/Nim
Liste der Biografien |
Portal Biografien |
Personensuche
# |
A |
B |
C |
D |
E |
F |
G |
H |
I |
J |
K |
L |
M |
N |
O |
P |
Q |
R |
S |
T |
U |
V |
W |
X |
Y |
Z |
?
 
Na |
Nb |
Nc |
Nd |
Ne |
Nf |
Ng |
Nh |
Ni |
Nj |
Nk |
Nl |
Nm |
Nn |
No |
Nr |
Ns |
Nt |
Nu |
Nv |
Nw |
Nx |
Ny |
Nz
 
Nia |
Nib |
Nic |
Nid |
Nie |
Nif |
Nig |
Nih |
Nii |
Nij |
Nik |
Nil |
Nim |
Nin |
Nio |
Nip |
Niq |
Nir |
Nis |
Nit |
Niu |
Niv |
Niw |
Nix |
Niy |
Niz
Die Liste der Biografien führt alle Personen auf, die in der deutschsprachigen Wikipedia einen Artikel haben. Dieses ist eine Teilliste mit 81 Einträgen von Personen, deren Namen mit den Buchstaben „Nim“ beginnt.

## Nim

### Nima
- Nima, Chhewang (1967–2010), nepalesischer Bergsteiger
- Nima, Coco (* 1997), deutscher Schauspieler
- Nima, Issam (* 1979), algerischer Weitspringer
- Nimaathapi, altägyptische Königin
- Nimaathapi, Mutter des Königs Djoser
- Nimac, Nicola (* 1981), kroatischer Skeletonpilot
- Nimaga, Bakary (* 1994), malischer Fußballspieler
- Nimani, Besar (1985–2024), deutscher Boxer
- Nimani, Frédéric (* 1988), französischer Fußballspieler
- Nimatullah al-Hardini (1808–1858), Mönch und Heiliger der katholischen Kirche
- Nimax, Gustav (1848–1906), luxemburgischer Ingenieur und Industrieller

### Nimb
- Nimbach, Ruth (1916–2011), deutsche Schauspielerin
- Nimbarka, indischer Philosoph und Hauptvertreter des Dvaitadvaita-Vedanta
- Nimbona, Elvanie (* 1998), burundische Langstreckenläuferin

### Nimc
- Nimczik, Ortwin (* 1956), deutscher Musikdidaktiker

### Nime
- Nimenko, Dmytro (* 1988), ukrainischer Eishockeyspieler
- Nimer, Amira (* 1957), deutsche Schriftstellerin
- Nimetz, Konrad (1895–1956), österreichischer Politiker (SPÖ), Landtagsabgeordneter

### Nimf
- Nimführ, Raimund (1874–1954), österreichischer Luftfahrttheoretiker, Flugzeugpionier und Meteorologe

### Nimh
- Nimham, Daniel (1724–1778), Häuptling vom Stamm der Wappinger

### Nimi
- Nimier, Roger (1925–1962), französischer Schriftsteller
- Nimigean, Ovidiu (* 1962), rumänischer Dichter, Prosaautor, Essayist und Publizist
- Nimitz, Chester W. (1885–1966), Flottenadmiral der US-MarineChester W. Nimitz (1885–1966)

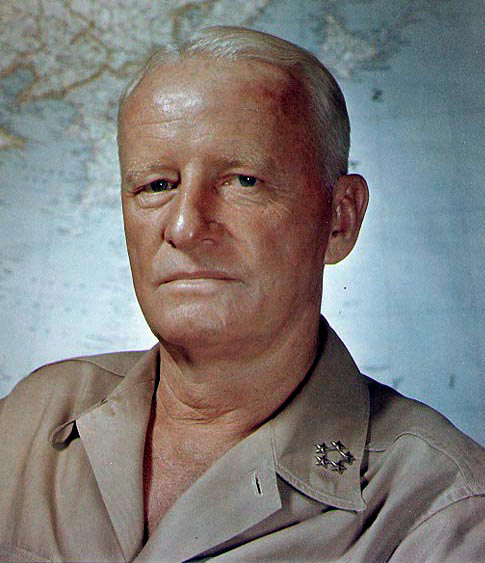
Chester W. Nimitz (1885–1966)

- Nimitz, Jack (1930–2009), US-amerikanischer Jazz-Baritonsaxophonist und Klarinettist

### Nimk
- Nimke, Stefan (* 1978), deutscher Radsportler

### Nimm
- Nimmer, Dan (* 1982), US-amerikanischer Jazzmusiker
- Nimmerfall, Hans (1872–1934), deutscher Politiker und bayerischer Landtagsabgeordneter
- Nimmerfroh, Maria-Christina (* 1973), deutsche Psychologin
- Nimmergut, Jörg (1939–2024), deutscher Ordenskundler und Sachbuchautor
- Nimmerjahn, Falk (* 1972), deutscher Immunologe
- Nimmermann, Philipp (* 1966), deutscher Ökonom und politischer Beamter (Bündnis 90/Die Grünen)
- Nimmerrichter, Richard (1920–2022), österreichischer Journalist und Kolumnist
- Nimmervoll, Dominik (* 1939), österreichischer Ordenspriester, Altabt des Stiftes Wilhering
- Nimmervoll, Franz (1909–1992), österreichischer Politiker (ÖVP), Landtagsabgeordneter, Abgeordneter zum Nationalrat
- Nimmervoll, Matthäus (* 1950), österreichischer Zisterzienser-Abt
- Nimmervoll, Simon (* 1992), österreichischer Fußballspieler
- Nimmesgern, Stefan (* 1956), deutscher Fotograf
- Nimmo, Alan, britischer Bluesrock-Gitarrist und Singer-Songwriter
- Nimmo, Brandon (* 1993), US-amerikanischer Baseballspieler
- Nimmo, Derek (1930–1999), britischer Schauspieler
- Nimmo, Jenny (* 1944), britische Schriftstellerin
- Nimmo, Myra (* 1954), britische Weitspringerin, Fünfkämpferin und Hürdenläuferin
- Nimmo, Pamela (* 1977), schottische Squashspielerin
- Nimmons, Phil (1923–2024), kanadischer Jazzmusiker
- Nimmyō (810–850), 54. Tennō von Japan (830–850)

### Nimn
- Nimni, Asaf (* 1983), israelischer Fußballtrainer
- Nimni, Ephraim (* 1949), Sozialwissenschaftler

### Nimo
- Nimo (* 1995), deutscher RapperNimo (* 1995)

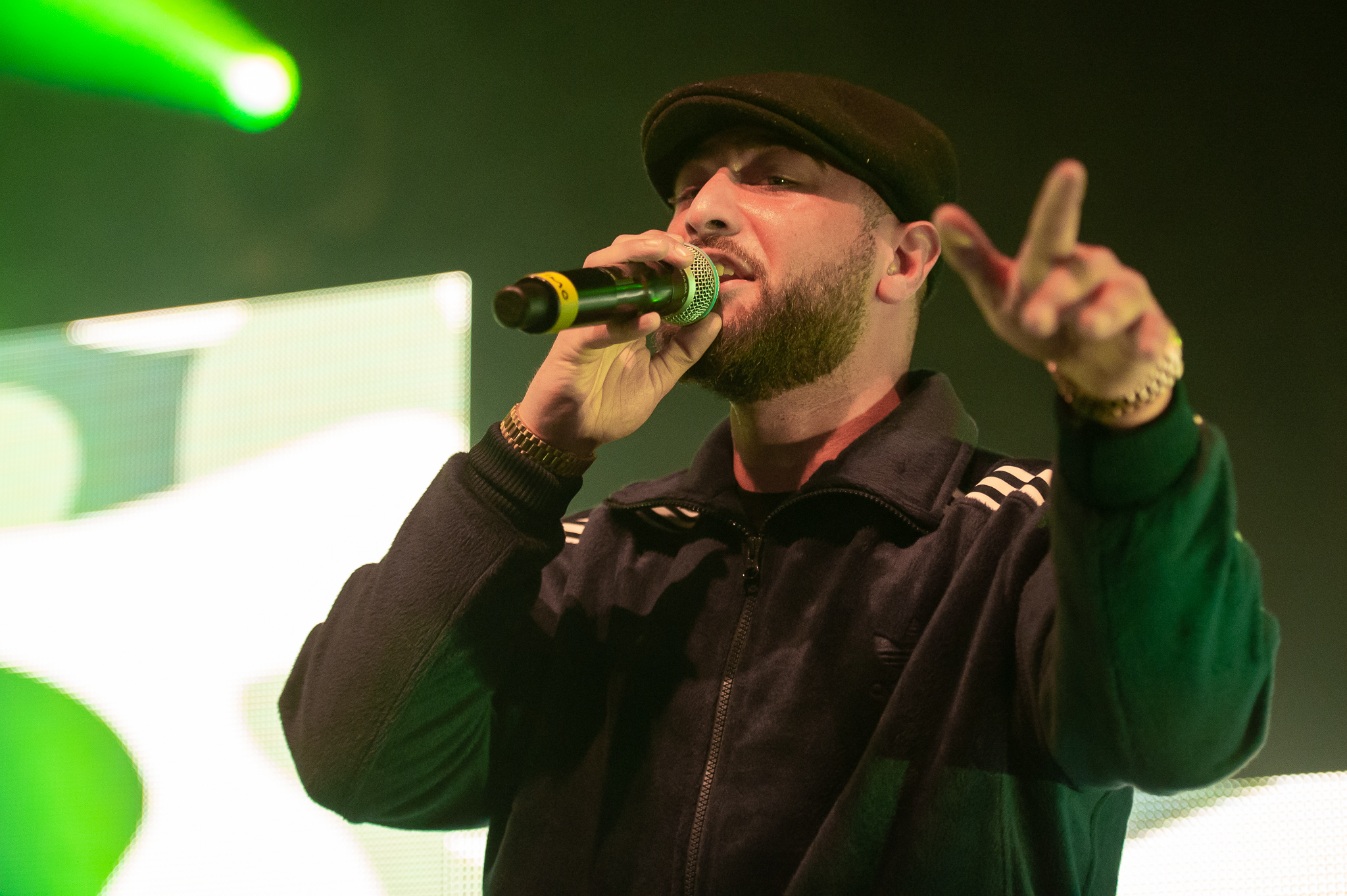
Nimo (* 1995)

- Nimoy, Adam (* 1956), US-amerikanischer Regisseur
- Nimoy, Leonard (1931–2015), US-amerikanischer Schauspieler, Regisseur, Filmproduzent und FotografLeonard Nimoy (1931–2015)

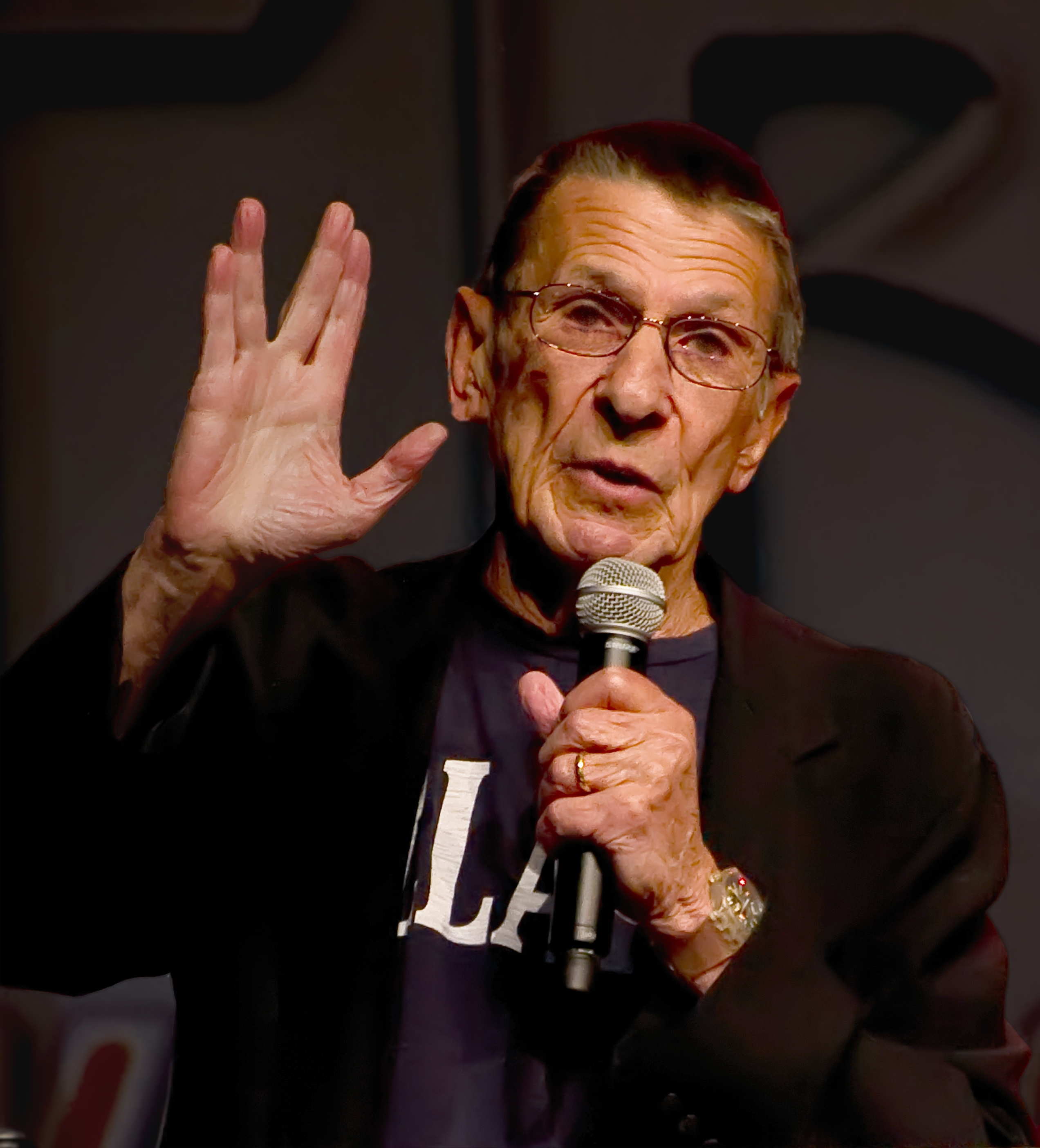
Leonard Nimoy (1931–2015)

### Nimp
- Nimpitis, Ioannis (* 1995), griechischer Biathlet und Skilangläufer
- Nimptsch, Carl Siegismund von (1697–1773), Königlich Polnischer und Churfürstlich Sächsischer Kammerherr und Direktor der Meißner Porzellanmanufaktur
- Nimptsch, Jürgen (* 1954), deutscher Politiker (SPD), Oberbürgermeister der Bundesstadt Bonn
- Nimptsch, Ulrich (1672–1726), deutscher Mediziner, Stadtarzt in Breslau, Mitglied der Leopoldina

### Nimr
- Nimr, Abd al-Halim an-, Premierminister des Königreichs Jordanien
- Nimr, Ali Mohammed an- (* 1994), saudi-arabischer Demonstrant und Gefangener
- Nimr, Nimr an- (1959–2016), saudi-arabischer Ajatollah und Bürgerrechtler
- Nimri, Najwa (* 1972), spanische Liedermacherin und Schauspielerin
- Nimrod, Elvin G. (* 1943), grenadischer Politiker
- Nimrodi, Ofer (* 1957), israelischer Jurist, Verleger und Unternehmer

### Nims
- Nims, Franklin Asa (1854–1935), US-amerikanischer Fotograf
- Nimš, Željko (* 1950), jugoslawisch-kroatischer Handballspieler und -trainer
- Nimsch, Margarethe (* 1940), deutsche Politikerin (Die Grünen)
- Nimscheck, Lukas (* 1988), deutscher Musiker und ehemaliger Kinder-TV-Moderator
- Nimschewski, Christoph Wilhelm von (1718–1764), preußischer Oberst
- Nimser, Alfred (* 1932), deutscher Bühnentechniker
- Nimsgern, Frank (* 1969), deutscher Komponist, Produzent, Gitarrist und Pianist
- Nimsgern, Siegmund (* 1940), deutscher Opern- und Konzertsänger (Bariton)

### Nimt
- Nimtschenko, Jewhenija (* 1992), ukrainische Ruderin
- Nimtz, F. Jay (1915–1990), US-amerikanischer Politiker
- Nimtz, Günter (* 1936), deutscher Physiker
- Nimtz, Hans-Joachim (1928–2010), deutscher Historiker und Journalist
- Nimtz, Joachim (* 1957), deutscher Schauspieler
- Nimtz, Manfred (* 1955), deutscher Großmeister im Fernschach
- Nimtz, Walter (1913–2000), deutscher Historiker

### Nimu
- Nimubona, Yves (* 1998), ruandischer Langstreckenläufer
- Nimura, Teruo (* 1943), japanischer Fußballspieler

### Nimw
- Nimwegen, Erik van (* 1970), niederländischer Bioinformatiker und Professor am Biozentrum der Universität Basel, Schweiz

### Nimz
- Nimz, Ehrhard Johann Martin (1905–1984), deutscher Politiker (NSDAP) und Verwaltungsjurist
- Nimz, Martin (* 1956), deutscher Regisseur und Schauspieler
- Nimzowitsch, Aaron (1886–1935), dänisch-russischer Schachmeister und -theoretikerAaron Nimzowitsch (1886–1935)

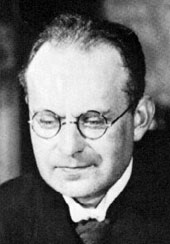
Aaron Nimzowitsch (1886–1935)